# Adam von Klaette
Adam Gottlieb von Klaette (* 13. Juli 1781 in Zerbst; † 19. März 1851 in Frankfurt (Oder)) war ein preußischer Generalleutnant.

## Leben

### Herkunft
Seine Eltern waren Adam von Klaette (* 24. Dezember 1728; † 24. September 1800) und dessen Ehefrau Charlotte Wilhelmine, geborene von Lohrmann. Der Vater war Kapitän a. D., zuletzt im Infanterieregiment „von Stutterheim“ und Postmeister in Zerbst.

### Militärkarriere
Klaette kam am 1. November 1795 als Gefreitenkorporal in das Infanterieregiment „von Lattorff“ der Preußischen Armee. Dort avancierte er bis Oktober 1797 zum Sekondeleutnant und kam 1804 zum Grenadierbataillon „Norman“, welches aus den Grenadierkompanien der Regiment „von Oldenburg“ und „von Thile“ bestand. Im Vierten Koalitionskrieg kämpfte Klaette bei Preußisch Eylau, Soldau, Liebstadt und Braunsberg sowie bei der Verteidigung von Danzig. Nach dem Frieden von Tilsit wurde er mit Halbsold inaktiv gestellt und am 9. August 1811 als Premierleutnant dem 1. Schlesischen Infanterie-Regiment aggregiert. Am 6. Februar 1813 folgte seine Versetzung in das 2. Reserve-Bataillon des 2. Schlesischen Infanterie-Regiments. Dort wurde Klaette am 7. April 1813 Stabskapitän, bevor er am 1. Juli 1813 zum 11. Reserve-Infanterie-Regiments versetzt wurde. Während der Befreiungskriege kämpfte er in den Schlachten bei Kulm, Leipzig, Laon, Paris, Ligny und Belle Alliance. Ferner befand er sich bei den Belagerungen Glogau und Erfurt sowie in den Gefechten bei Mayen, Hellendorf und Pirna. Zwischenzeitlich war Klaette im November 1813 zum Kapitän und Kompaniechef aufgestiegen. Für Leipzig bekam er das Eiserne Kreuz II. Klasse und für Paris das Kreuz I. Klasse.
Nach dem Krieg wurde Klaette als Major am 19. Mai 1816 in das 6. Infanterie-Regiment versetzt und am 15. Dezember 1816 zum  Bataillonskommandeur ernannt. Vom 19. Oktober 1822 bis zum 14. Dezember 1831 fungierte er als Direktor der Divisionsschule der 9. Division. Mit Patent vom 31. März 1832 wurde Klaette am 30. März 1832 zum Oberstleutnant befördert und ein Jahr später mit der Führung des 25. Infanterie-Regiments beauftragt. Mit seiner Beförderung zum Oberst wurde er am 25. März 1835 zum Regimentskommandeur ernannt. Daran schloss sich ab dem 30. März 1839 eine Verwendung als Kommandeur der 3. Landwehr-Brigade an. Kurz darauf wurde Klaette am 14. April 1839 dem 25. Infanterie-Regiment aggregiert. Am 10. September 1840 erfolgte seine Beförderung zum Generalmajor und am 7. April 1842 wurde er Kommandeur der 5. Infanterie-Brigade in Frankfurt (Oder). Anlässlich seines 50-jährigen Dienstjubiläums verlieh ihm König Friedrich Wilhelm IV. am 25. Oktober 1845 den Stern zum Roten Adlerorden II. Klasse. Am 24. Februar 1846 nahm er seinen Abschied mit dem Charakter als Generalleutnant und einer gesetzlichen Pension von 2250 Talern. Er starb am 19. März 1851 in Frankfurt an der Oder.
In der Beurteilung aus dem Jahr 1820 schrieb der General Friedrich Erhard von Röder: „Ein vorzüglich empfehlenswerter Stabsoffizier, tätig, diensteifrig und einsichtsvoll. Er führte sein Bataillon mit vieler Gewandheit und erhält es auch übrigens in musterhafter Ordnung. Sein moralisches Betragen verdient die höchste Achtung.“

### Familie
Klaette heiratete am 15. Oktober 1816 in Carlsruhe Auguste Henriette Ferdinande Behrens (* 1799; † 19. November 1829), die Tochter des anhalt-plessischen Stallmeisters August Behrens. Aus der Ehe ging der Sohn Ferdinand Heinrich Gottlieb Eugen (* 14. September 1829; † 19. Dezember 1829) hervor, der jedoch früh verstarb.
Nach dem Tod seiner ersten Frau heiratete Klaette am 13. Oktober 1834 in Posen Malwine Juliane Christine von Bünting (* 20. August 1812; † 15. April 1893). Sie war die Tochter des Majors und Intendant des V. Armeekorps Friedrich Wilhelm von Bünting. Aus der Ehe ging die Tochter Amalie Auguste Karoline Malwine (* 4. März 1837; † 14. Oktober 1908) hervor, die 1858 Otto Heinrich Karl von Treskow (* 11. Juli 1831; † 8. Oktober 1901) ehelichte. Dieser war Besitzer von Gut und Herrenhaus Radojewo im damaligen Kreis Posen-Ost.